# Artillerie spéciale
L'artillerie spéciale (en abrégé AS) est l'arme blindée de l'armée française pendant la Première Guerre mondiale. Elle est l'ancêtre de l'actuelle arme blindée et cavalerie. Créée en 1916 à l'initiative de Jean Baptiste Eugène Estienne, le « père des chars », elle sera par la suite rebaptisée « artillerie d'assaut ».

## Histoire

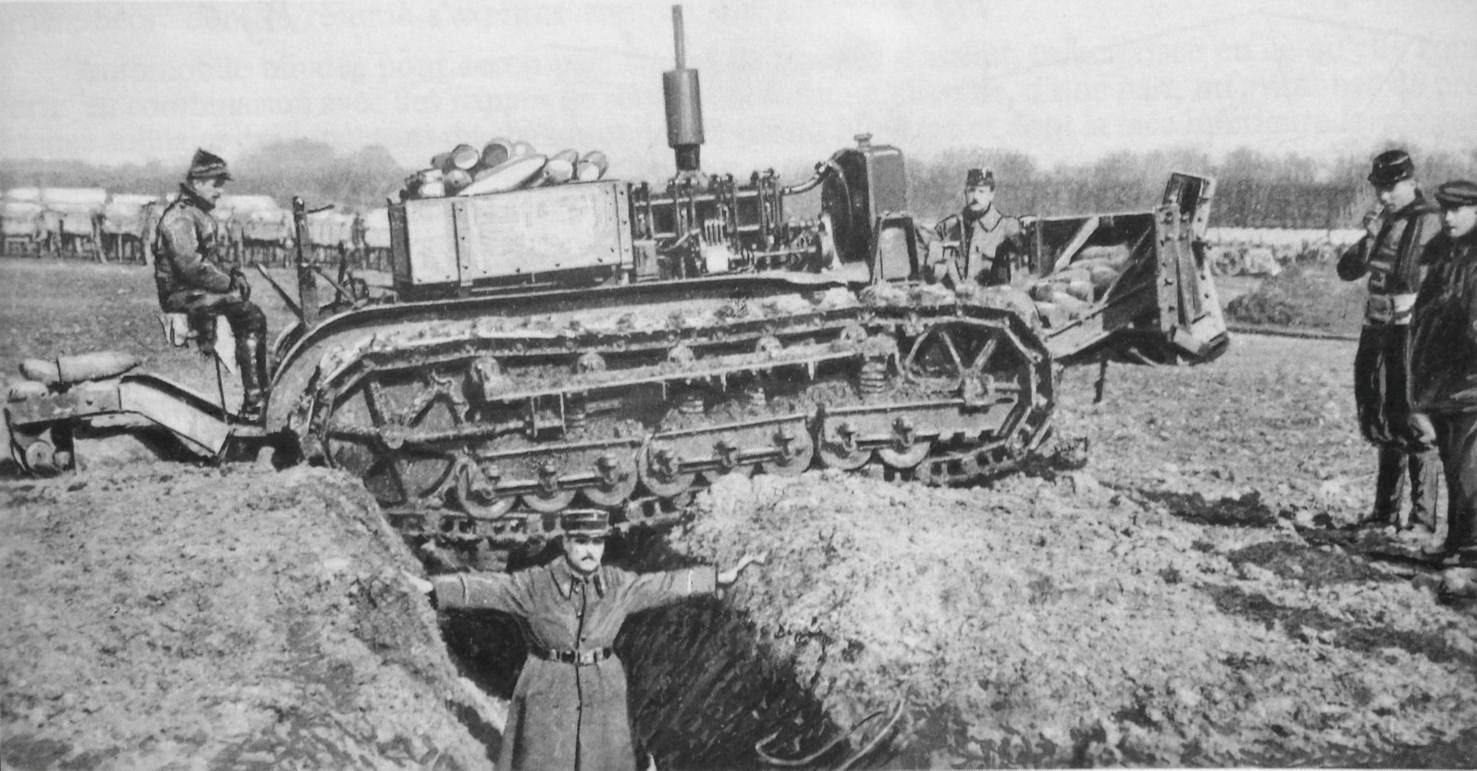
Essai d'un tracteur chenillé en février 1916. Ces engins avaient à l'origine été conçus pour servir de tracteurs agricoles.

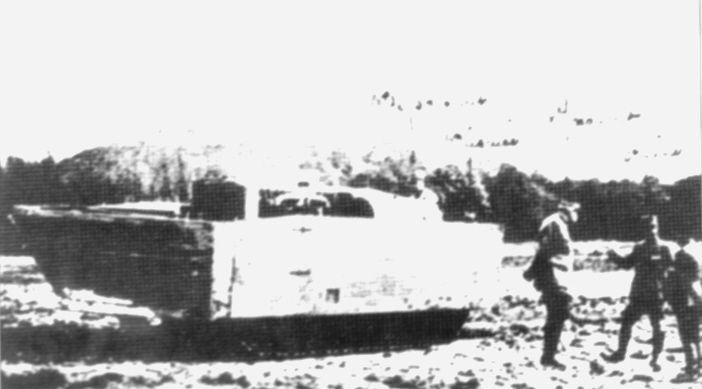
Le « Tracteur Brillié », prototype du char Schneider.

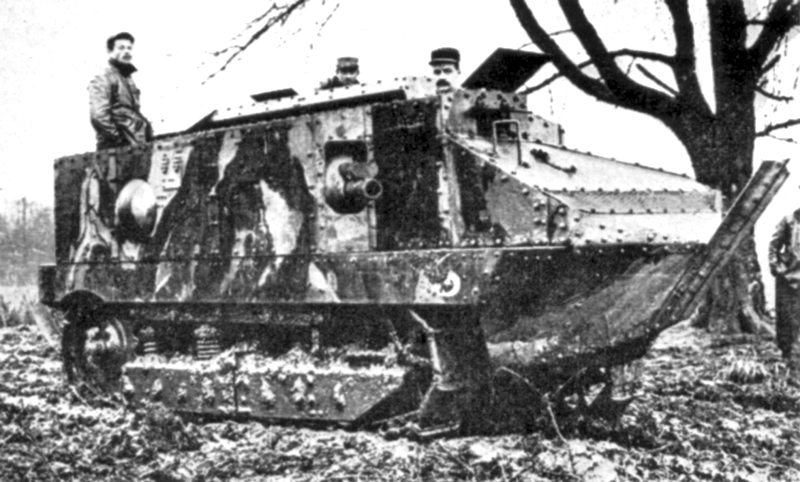
Char Schneider CA1.

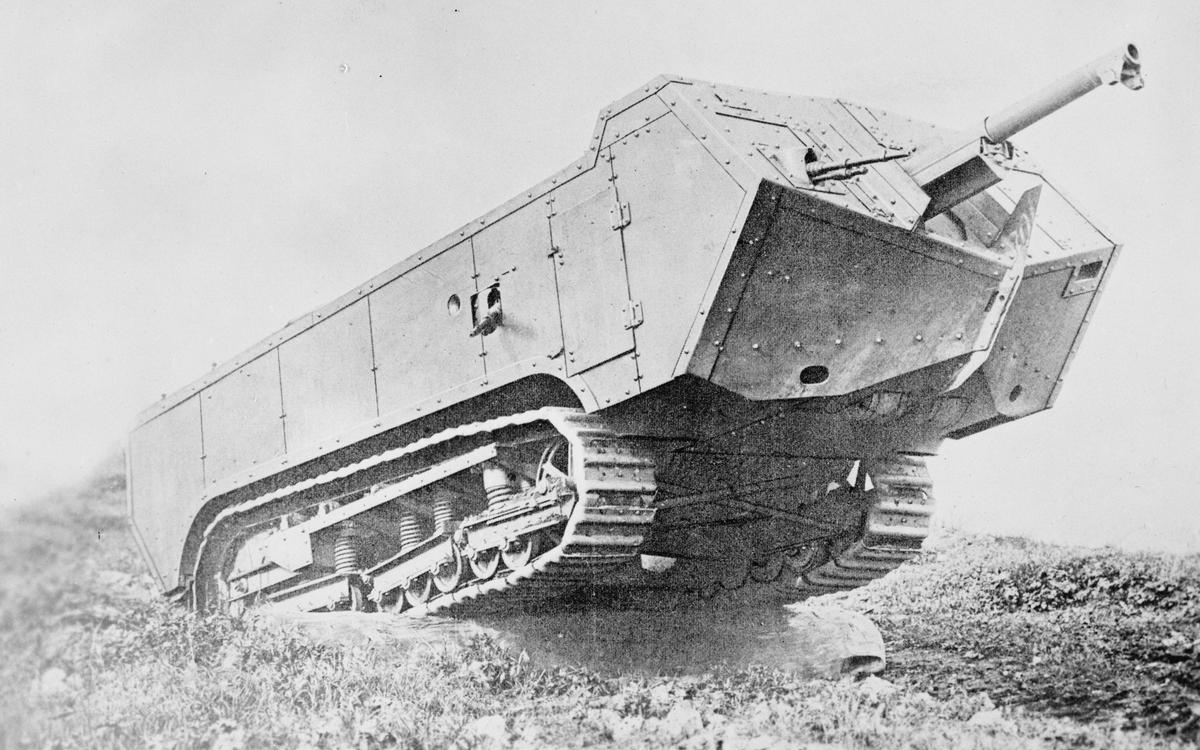
Char Saint-Chamond.

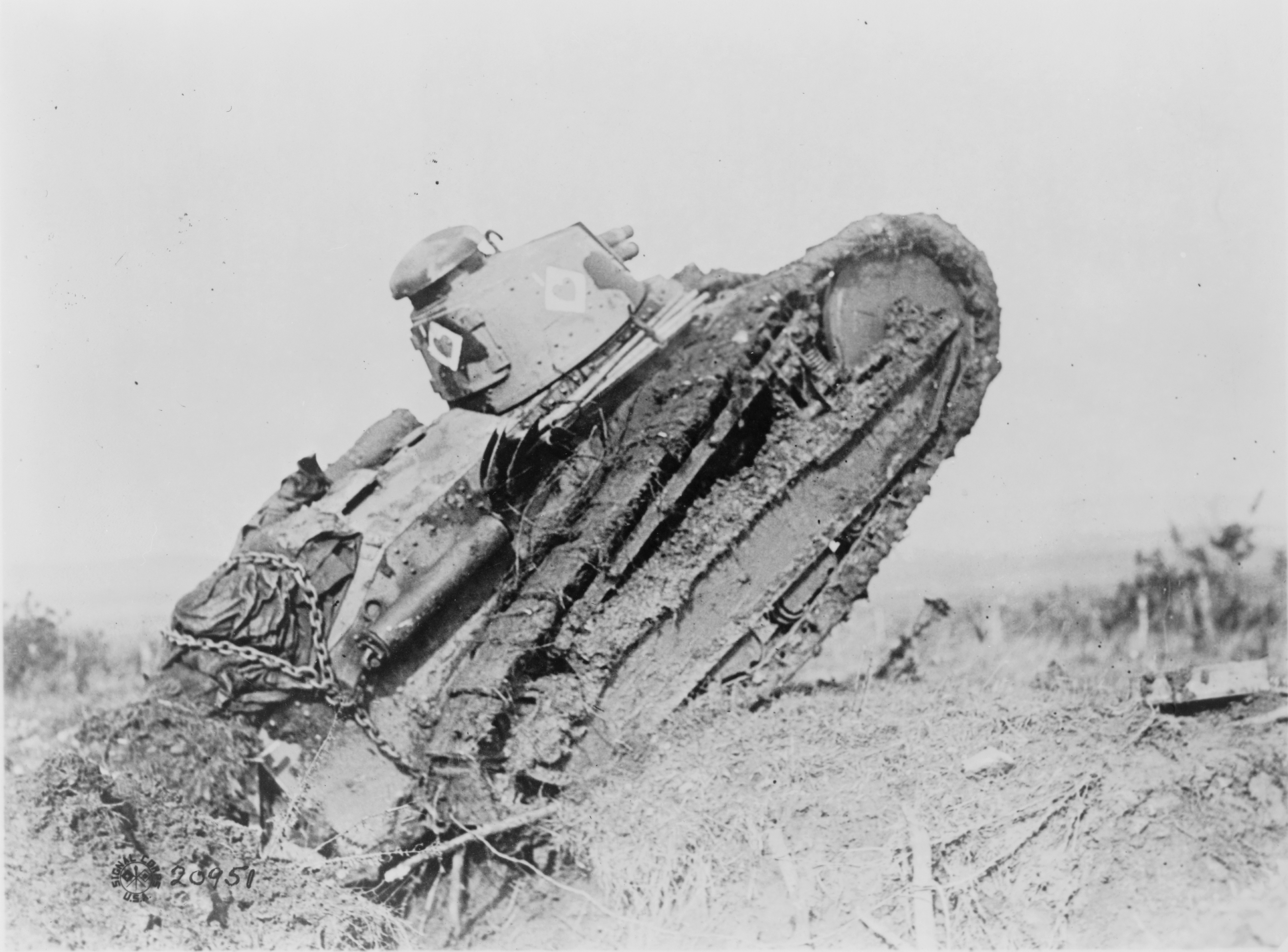
Char Renault FT.

Pendant l'été 1915, Estienne, colonel d'artillerie aux idées progressistes et aux grandes compétences techniques, apprend qu'Eugène Brillié, ingénieur de chez Schneider et Cie, et Jules-Louis Breton, alors membre du parlement, ont commencé le développement d'un véhicule destiné à ouvrir un chemin dans les barbelés, basé sur le châssis du tracteur à chenille Holt observé au terrain d'exercice du Royal Engineer Corps à Aldershot. Il décide de prendre contact avec Joffre pour lui exposer ses idées sur l'emploi d'un tel véhicule. Après plusieurs lettres sans réponse, il finit par lui adresser une lettre à titre personnel, le 1er décembre, ce qui lui permet de rencontrer le chef d'état major adjoint de Joffre, Janin, le 6 décembre.
Entre-temps, le 9, il assiste avec Pétain à la démonstration du châssis Schneider : il comprend que l'existence même de ce prototype inachevé va permettre la création d'une force blindée. Le 20, Estienne rencontre Louis Renault, pour le convaincre de produire un char léger, mais ce dernier refuse dans un premier temps car consacrant tous ses moyens à la production de munitions. Le janvier 1916, le tracteur Holt commençait des essais de franchissement au camp de Vincennes et après une rencontre entre Estienne et Joffre le 18, le Sous-Secrétaire d'État de la Guerre, Albert Thomas, organisateur de la production d'armements, passe, à la demande de ce dernier, une première commande de 400 chars Schneider CA1 le 31.
Le 2 février 1916, il confie deux tracteurs Holt, un petit atelier et dix hommes, au sous-lieutenant Fouché, et lui donne 15 jours pour fabriquer un engin capable de franchir un tranchée large d'un mètre cinquante et d'écraser un réseau de barbelés. Le 17, l'engin est prêt et essayé à Vincennes et, le soir même, la société Schneider et Cie décide de construire 400 de ces engins, qui vont devenir les Schneider CA1. Le 16 juillet, Louis Renault lui annonce qu'il est revenu sur sa décision et que sa compagnie développe un char léger. En août, Estienne fait le voyage à Londres avec Jules-Louis Breton pour essayer de convaincre les Britanniques de n'employer leurs chars que lorsque ceux des Français seront prêts. Mais leur mission échoue et l'armée britannique engage, dès le 15 septembre, des chars Mark I.
Si l'effet de surprise est perdu pour des résultats peu convaincants, l'utilisation des chars britanniques déclenche une euphorie qui permet d'accélérer le développement des forces blindées françaises. Le 30 septembre, le colonel Estienne est nommé directeur de l'artillerie spéciale. Il reçoit ses étoiles de général de brigade le 17 octobre. Il installe le camp de base de la nouvelle arme dans la clairière de Champlieu, dans la forêt de Compiègne et lui donne ses premiers règlements et traditions, issus de celle de l'artillerie. Le 27 novembre, il adresse au grand quartier général une demande de 1 000 chars légers mitrailleurs qui pourraient être construits par Renault. Du fait de l'opposition du général Mouret, inspecteur du service automobile, la commande est supprimée par le ministre de l'armement et le général Estienne doit, de nouveau, intervenir pour la sauver. Il réussit à faire accepter l'achat de 150 chars le 22 février 1917.
Au 1er avril, l'artillerie spéciale a reçu 208 Schneider, dont 34 inutilisables, et 48 Saint-Chamond. Le nouveau commandant en chef Robert Nivelle exige l'engagement de l'artillerie spéciale, en appui de la Ve Armée près de Berry-au-Bac, le 16 avril, malgré l'opposition d'Estienne qui considère que l'action est prématurée. Et le 17 dans la bataille des monts de Champagne. Les faits vont lui donner raison. L'attaque est un échec, avec de nombreuses pertes chez les équipages de chars, dont le commandant Louis Bossut, qui commande l'un des deux groupements engagés. Ce premier engagement malheureux risque de provoquer la dissolution de l'artillerie spéciale, mais le remplacement de Nivelle par Pétain sauve l'œuvre d'Estienne.
L'avenir de l'artillerie spéciale est désormais assuré. Le matériel est commandé en masse, et de nombreux groupes d'artillerie spéciale, puis des régiments de chars légers, voient le jour. En juin 1917, l'industrie a reçu des ordres de fabrication pour 150 chars lourds 2C, 600 chars moyens et pas moins de 3 500 chars légers FT. Seront créés, pendant la guerre, pas moins de 17 groupes de Schneider CA1 et douze de Saint-Chamond, tous à quinze chars, et trois régiments de chars légers, dont l'action se révèle déterminante dans la victoire des forces alliées. Il côtoie au cours de l'année 1917 George Patton, partageant avec lui des discussions techniques et stratégiques sur les chars. Le 2 août 1918, le général Estienne est fait commandeur de la légion d'honneur, avec la citation suivante de la main de Buat : « Officier général d'une intelligence et d'une valeur exceptionnelle, qui par la justesse et la fécondité de ses idées, l'entrain et la foi avec lesquels il a su les défendre et les faire triompher, a rendu les plus éminents services à la cause commune. »

## Memorabilia

### Monument aux chars d'assaut à Berry-au-Bac
Le Monument des chars d'assaut s'élève à la place de l'ancienne ferme du choléra d'où est partie l'offensive de l'artillerie spéciale le 16 avril 1917.

### Musée des blindés de Saumur

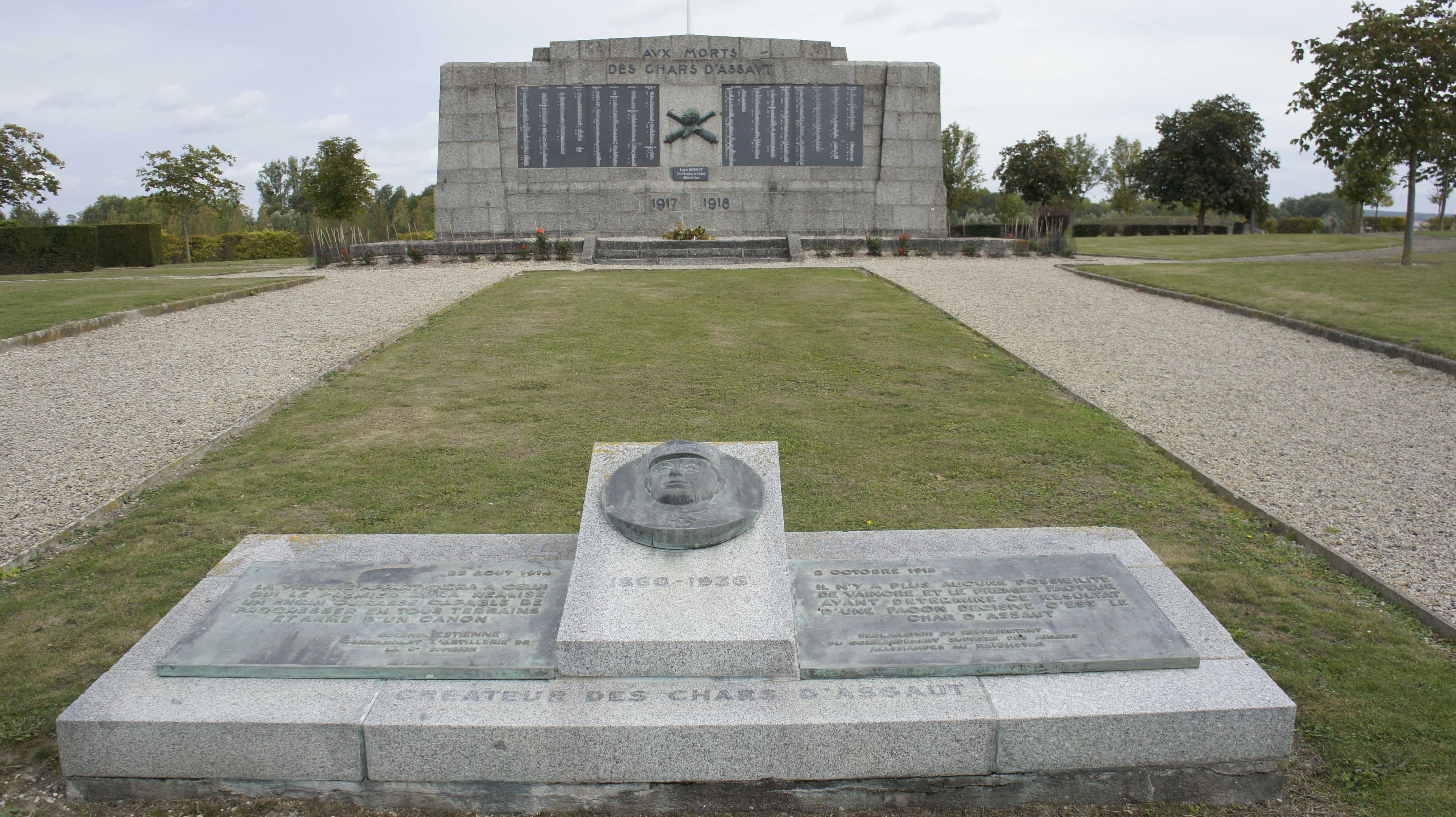
Monument aux chars d'assaut à Berry-au-Bac. À l'avant plan, la dalle souvenir à la mémoire du général Estienne, le « père des chars ».
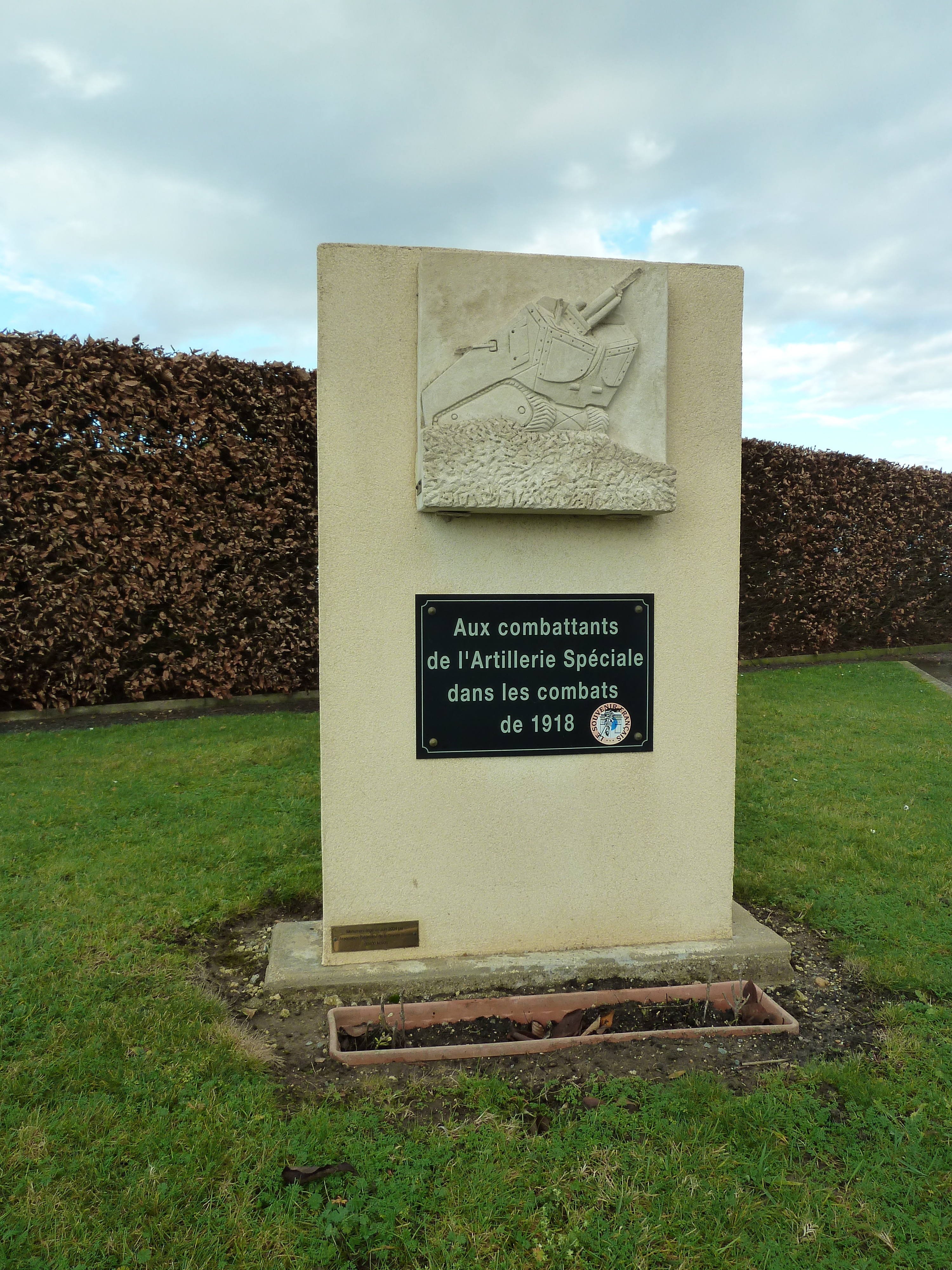
Monument dédié aux soldats de l'artillerie spéciale à Méry-la-Bataille.
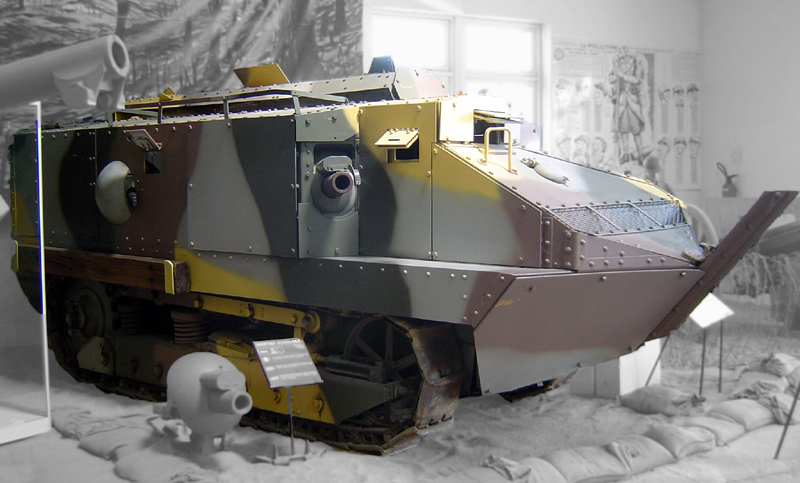
Char Schneider CA-1 du musée de Saumur.
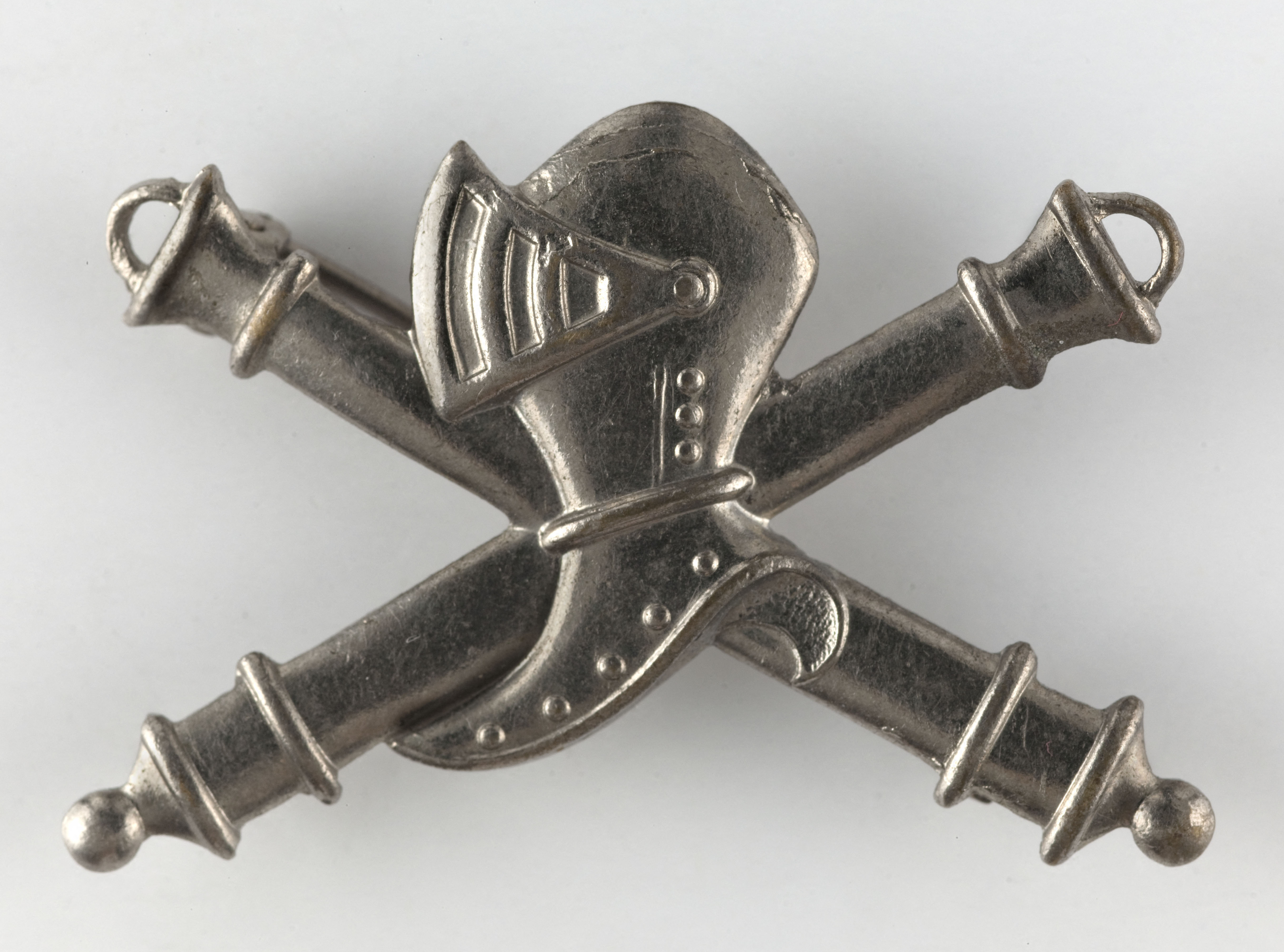
L'insigne de l'artillerie d'assaut, repris par les chars de combat (copie commémorative).
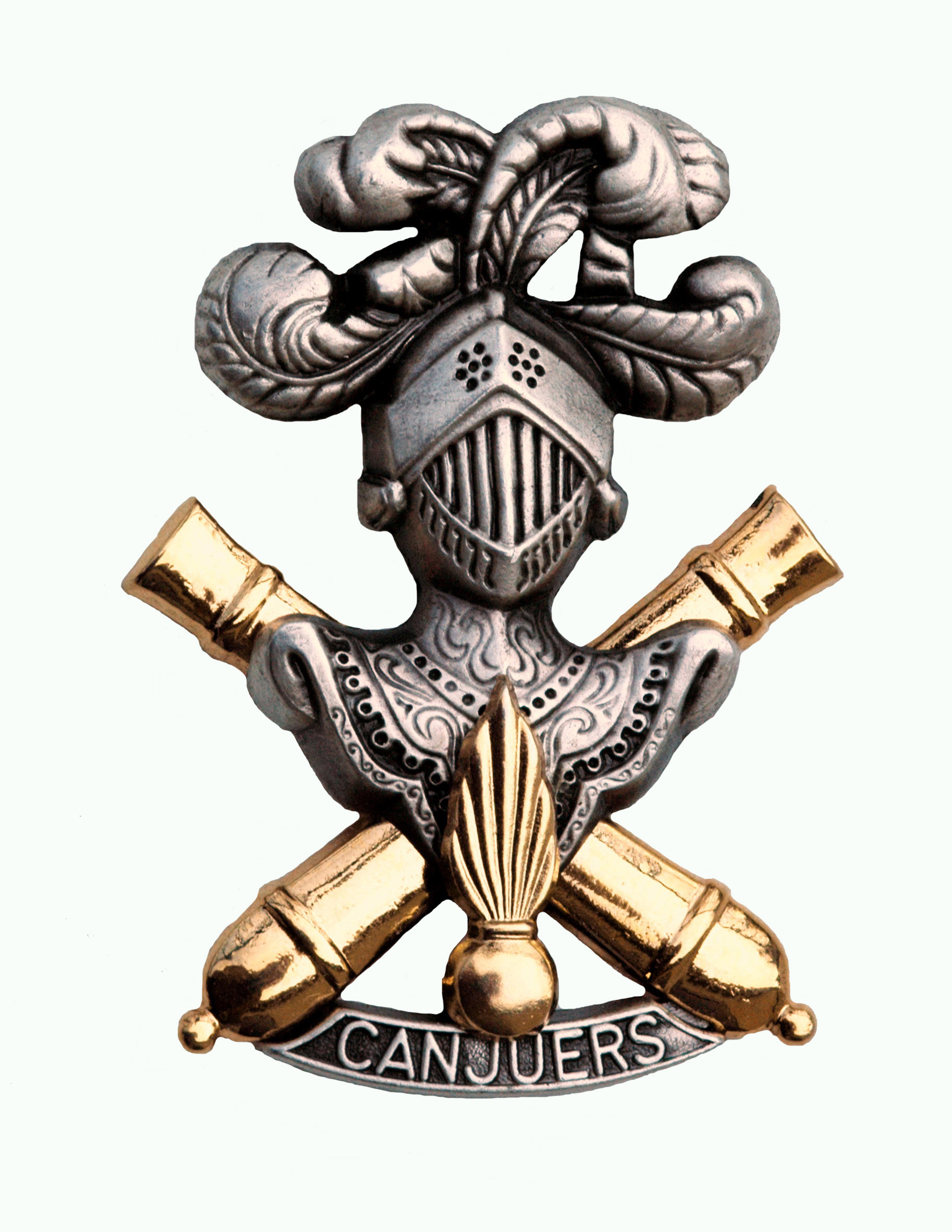
Insigne du camp de Canjuers, l'un des principaux centres d'entraînement de l'arme blindée et cavalerie, héritière de l'artillerie spéciale. Son design rappelle l'insigne de l'« AS » : heaume sur canons croisés.